# (7603) Salopia
(7603) Salopia est un astéroïde de la ceinture principale.

## Description
(7603) Salopia est un astéroïde de la ceinture principale. Il fut découvert le 25 juillet 1995 à Church Stretton par Stephen P. Laurie
. Il présente une orbite caractérisée par un demi-grand axe de 2,98 UA, une excentricité de 0,06 et une inclinaison de 9,6° par rapport à l'écliptique.

## Compléments